# Ivars de Noguera
Ivars de Noguera là một đô thị trong tỉnh Lleida, cộng đồng tự trị Catalonia Tây Ban Nha. Đô thị Ivars de Noguera có diện tích là 14,62 ki-lô-mét vuông, dân số năm 2009 là 360 người với mật độ 24,12 người/km². Đô thị Ivars de Noguera có cự ly km so với tỉnh lỵ Lleida.